# Área de conservación privada Ronsoco Cocha
El área de conservación privada Ronsoco Cocha es una reserva natural de carácter comunal localizado al norte del Perú, ubicada en el distrito y provincia de Moyobamba, departamento de San Martín. Cuenta con una superficie total de 363.683 ha. y fue declarada área de conservación privada en 2015. 

## Historia
La reserva de Ronsoco Cocha, fue reconocida como tal por el Ministerio del Ambiente, sobre un área parcial del predio perteneciente a la Comunidad Campesina “Paz y Esperanza”.
La comunidad indígena de Ronsoco Cocha produce café y hortalizas, y tiene un título oficial sobre las tierras desde 1999. Sin embargo, de acuerdo con las tradiciones locales, a los nuevos miembros de la comunidad todavía se les asignaban tierras cuando formaban familias, lo que generó que algunos vendieran o alquilaran sus terrenos para la industria maderera, por lo que, entre 2001 y 2015 se habían perdido unas 10 hectáreas de bosques húmedos, lo que motivó a su protección.  Esto hizo posible que la comunidad pusiera fin a la tradición de asignar áreas de bosque para uso agrícola. La deforestación se redujo de un promedio de 2.86 ha por año a 0.

## Biodiversidad
La comunidad campesina de Paz y Esperanza protege mediante esta reserva: bosques premontanos y fuentes de agua, las especies de mono tocón de San Martín (Plecturocebus oenanthe), pichico común (Leontocebus illigeri), el tucán de garganta blanca (Ramphastos tucanus), el titira enmascarado (Tityra semifasciata), el sajino (Pecari tajacu), entre otras especies de fauna y flora en situación de amenaza.
Se localiza muy cerca del bosque de protección Alto Mayo y al área de conservación regional Cordillera Escalera y, por consiguiente, sirve como zona de paso y flujo de especies entre hábitats que están siendo afectados por el cambio de usos de las tierras dedicadas a la industria maderera y al cultivo de cacao en las localidades cercanas. La reserva es una zona de uso limitado que tiene como objetivo promover la conservación de la mencionada diversidad biológica y el mantenimiento de sus ecosistemas. 